# Gustav Eisenreich

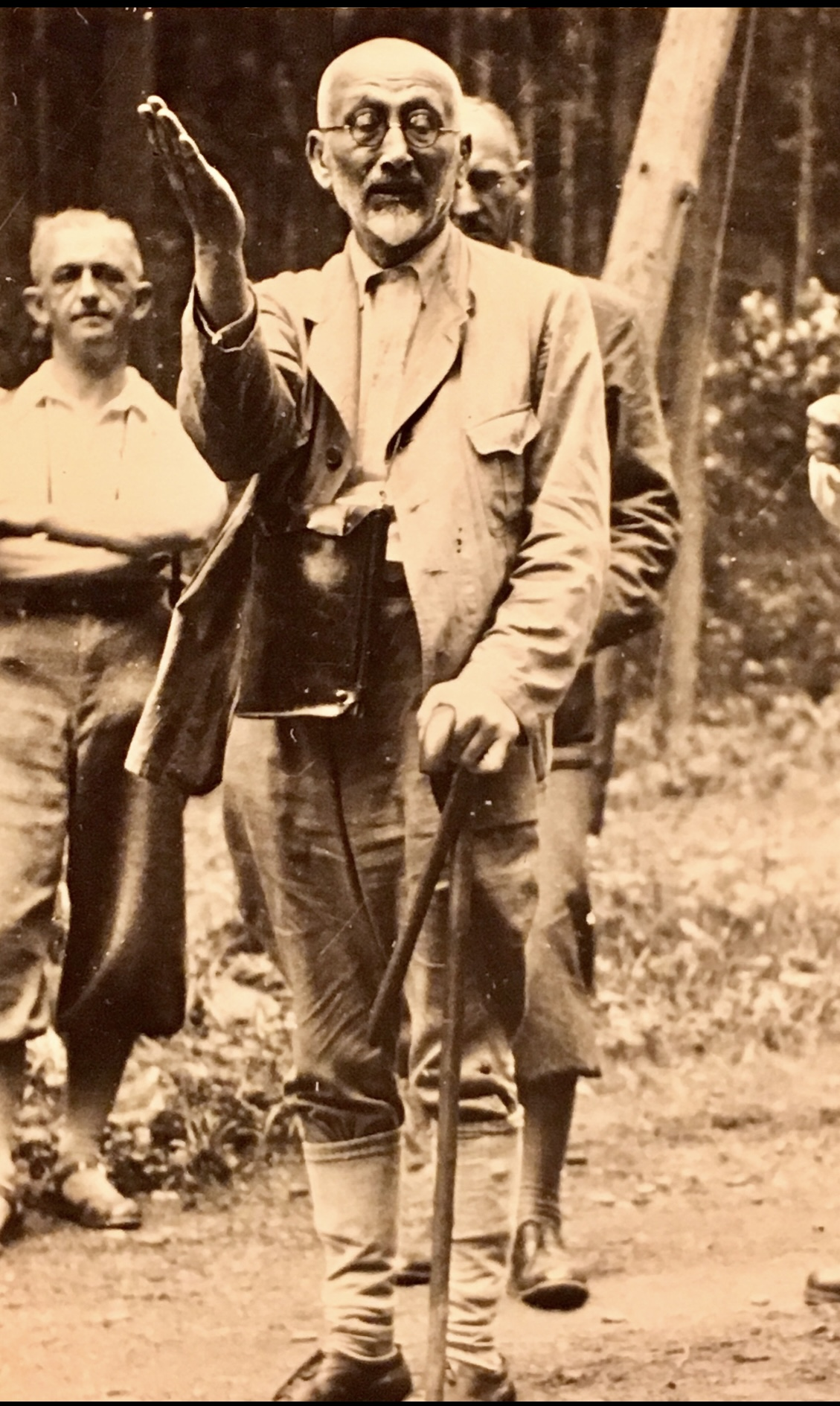
Gustav Eisenreich beim Dozieren (unbekanntes Datum)

Gustav Ignatz Eisenreich (* 10. Juli 1867 in Siedlimowo, Kreis Strelno; † 13. Februar 1945 in Dresden) war ein deutscher Gymnasiallehrer, Geologe, Naturschützer und Heimatforscher in Oberschlesien.

## Leben
Sein voller Name lautet Gustav Ignatz Eisenreich. Der Vater, Friedrich Eisenreich, war Steueraufseher. Er ermöglichte dem Sohn den Besuch des Gymnasiums in Inowraclaw, welches dieser 1890 mit der bestandenen Reifeprüfung verließ. Nach einem Lehrerstudium bis 1895 an der Universität Breslau, legte Eisenreich 1896 die Lehramtsprüfung für das Fach „Geschichte in oberen Klassen“ ab. Weitere Prüfungen berechtigten ihn zum Unterricht in mittleren Klassen für die Fächer Erdkunde, Deutsch, Latein und Religion. Eine Erweiterungsprüfung 1905 ermöglichte ihm schließlich auch den Geografieunterricht in oberen Klassen.
Nach ersten Erfahrungen von 1898 bis 1899 am Pädagogium in Niesky, der Internatsschule der Herrnhuter Brüdergemeine und weiter am Progymnasium Striegau, folgte 1900 die Festanstellung an der Oberrealschule in Kattowitz als Oberlehrer (später: Studienrat). Durch das Anlegen von Sammlungen für den naturwissenschaftlichen Unterricht sorgte er dort für eine anschauliche Lehrstoffvermittlung.
Die Initiative Eisenreichs zur Einführung eines fakultativen Russischunterrichts war damals eine ungewöhnliche Maßnahme. Sein bürgerlich-gesellschaftliches Engagement ging weit über die Tätigkeit als Pädagoge im Schuldienst hinaus. So war er als Schriftführer der Kolonialgesellschaft Kattowitz tätig und nahm am Deutschen Geografentag 1907 in Nürnberg und 1913 in Straßburg teil.
Ab 1912/13 führte er den Ehrentitel (früher als Charakter bezeichnet) Professor im Namen, der bis 1918 in Preußen an verdiente Oberlehrer vergeben werden konnte.
Zu seinen Schülern gehörte in Kattowitz der Schriftsteller Arnold Zweig, der bei ihm Deutschunterricht erhielt. Zweig erinnerte sich später in seinen Aufzeichnungen an ihn als eine Person, die seine Phantasie „in Zucht und Ordnung“ gezwungen hat.
Bereits seit 1915 war Eisenreich als Geschäftsführer des Landschaftskomitees für Naturdenkmalpflege im oberschlesischen Industriebezirk tätig. Er war ebenfalls im Verein Schlesischer Ornithologen engagiert.
Nach den Volksabstimmungen in Oberschlesien fiel Kattowitz mit Ostoberschlesien 1922 an die Zweite Polnische Republik. Als deutscher Lehrer und Staatsbeamter verließ er die Stadt 1923 und verlegte den Wohnsitz in den deutschen Landesteil. Vorher hatte er noch ein Verzeichnis der Naturdenkmäler im abzutretenden Gebiet an die Polnische Naturschutz-Stelle in Poznań gesandt. Über 26 Monate erhielt Eisenreich nun staatliche Beamtenfürsorge, bis ihm ab April 1926 in Oppeln (Oberrealschule) und später ab Oktober 1926 in Gleiwitz (Oberrealschule) wieder eine Tätigkeit möglich wurde.
Als Gründer und Geschäftsführer der geologischen Vereinigung Oberschlesiens im Jahre 1924 und als Vertrauensmann für naturkundliche Bodenaltertümer publizierte er wissenschaftliche Erkenntnisse zur Geologie und Paläontologie und machte sie so breiten Schichten der Bevölkerung in dieser vom Bergbau geprägten Region zugänglich.
Von Bedeutung für den sich entwickelnden Naturschutz war seit 1923 die nebenamtliche Tätigkeit als Kommissar der Provinzialstelle für Naturdenkmalpflege der Provinz Oberschlesien, hervorgegangen aus der früheren Tätigkeit als erster Geschäftsführer des Landschaftskomitees.
Später ergab sich daraus für ihn die Leitung der Abteilung Naturschutz beim Bund für Heimatschutz.
Eisenreich gehörte auch zum Vorstand des Oberschlesischen Tierschutzverbandes.
Eisenreich unterhielt intensive Kontakte zu anderen Naturwissenschaftlern aus der Region. Beispiele sind die Geologen Schwarzbach und Assmann, der Botaniker Schube, der Katscher Heimatforscher Keilholz und der Prähistoriker v. Richthofen. Martin Schlott, der Direktor des Breslauer Zoos (1934 bis 1946) und später des Wuppertaler Zoos (1947 bis 1950), gehörte ebenfalls dazu.
Ab Oktober 1929 wurde Eisenreich vom Schuldienst freigestellt und arbeitete als hauptamtlicher Provinzialkommissar für Naturdenkmalpflege in einer Gleiwitzer Geschäftsstelle.
Diese Aufgabe verflocht er eng mit der Arbeit der Geologischen Vereinigung und seinen anderen Aufgaben. Das angestrebte Verständnis für einen allgemeinen Naturschutz wurde durch Exkursionen und Ausflüge gefördert, zu denen Interessierte aus allen Schichten der Bevölkerung, lokale Persönlichkeiten und andere Naturwissenschaftler zusätzlich eingeladen wurden. So konnten dann letztlich Naturschutzmaßnahmen durchgesetzt werden, die damals noch nicht selbstverständlich waren. Erste Naturschutzgebiete entstanden. Weitere Beispiele sind der Schutz von Schnee- und Maiglöckchen in einigen Kreisen oder das öffentliche Anprangern von willkürlichen Baumfällungen. 1928 leitete Eisenreich die „Erste oberschlesische Naturschutzausstellung“ in Ratibor.
Die spürbaren Probleme der Umweltverschmutzung und Umweltzerstörung im Industrie- und Bergbaurevier wurden kritisch betrachtet und schon zeitig die Erhaltung und Bewahrung von Landschaft und Natur angemahnt.
Zum Jahresende 1933 schied Eisenreich aus dem Amt als Kommissar für Naturdenkmalpflege der Provinz Oberschlesien aus, die Gründe sind nicht überliefert. Er blieb jedoch weiterhin naturwissenschaftlich tätig.
Die von Eisenreich zwischen 1924 und 1941 herausgegebenen Jahresberichte der Geologischen Vereinigung Oberschlesiens sowie die Berichte zur umfangreichen Naturschutzarbeit fanden viel Beachtung. Sie entwickelten sich zu beliebten populärwissenschaftlichen Publikationen und wurden später sogar den Schulen zur Anschaffung empfohlen. Eisenreich unterstützte jüngere Wissenschaftler auch finanziell.
In Zusammenarbeit mit dem Publizisten, Schriftsteller und Herausgeber der Monatszeitschrift Der Oberschlesier, Karl Sczodrok gab Eisenreich zwei Sonderhefte dieser Monatszeitschrift heraus.
1936 leitete Eisenreich eine Studienfahrt der Deutschen Gesellschaft für Gartenkunst. Bis zum Jahr 1941 hielt er noch den Vorsitz der Geologischen Vereinigung Oberschlesiens inne.
Eisenreich war evangelisch, verheiratet und Vater von fünf Kindern.
Auf der Flucht vor der am Ende des Zweiten Weltkrieges vorrückenden Roten Armee verstarb er zusammen mit seiner Frau und seinem ältesten Sohn beim Luftangriff auf Dresden. Die Umstände seines Todes sind unbekannt.

## Werke (Auswahl)
Die von Eisenreich in den Jahren 1924 bis 1941 herausgegeben Jahresberichte der Geologischen Vereinigung Oberschlesiens mit Aufsätzen verschiedener Autoren enthielten auch Beiträge aus seiner Hand.
- Über den Geschichtsunterricht in der Quarta an lateinlosen Anstalten. Verlag Julius Herlitz, Kattowitz 1902, OCLC 682523983.
- Geschichte der neueren Zeit von 1517 bis 1789. Verlag Carl Siwinna, Kattowitz/Leipzig 1906, OCLC 72501059.
- mit anderen: Geschichte der neuesten Zeit von 1789 bis zur Gegenwart. Verlag Carl Siwinna und Phönix-Verlag, Kattowitz/Leipzig 1906, OCLC 837275247. (Online-Version)
- Die Oberschlesische Landschaft und ihre Naturdenkmäler. In: Der Oberschlesier. 1920:2(49), S. 1–3.
- Naturschutz in Oberschlesien. In: Oberschlesien: Ein Land deutscher Kultur. Heimatverlag Oberschlesien, Gleiwitz 1921, S. 63–67.
- Ochrony godne osobliwości przyrodnicze na polskim Górnym Śląsku. (Schutzwürdige Naturdenkmäler im polnischen Oberschlesien), In: Ochrona przyrody, Heft 4, 1924, S. 103ff. (in Polnisch)
- mit Karl Schodrok: Natur und Landschaft in Oberschlesien. Verlag Der Oberschlesier, Oppeln 1927, OCLC 72296064.
- Der Neuhammer Teich. In: Der Oberschlesier. 1927:9(6), S. 351–354.
- Dem Gedenken dreier heimgegangener Naturforscher und Naturfreunde Oberschlesiens. In: Der Oberschlesier. 1927:9(6), S. 378–379.
- Der Lenczok bei Ratibor. In: Der Oberschlesier. 1927:9(6), S. 323–326.
- Naturkundliche Arbeit in Oberschlesien. Oppeln, 1928, OCLC 836125900.
- Die Freilandanlage von Bobrek. In: Der Oberschlesier. 1929:11(8), S. 565–566.
- Naturkundliche Bausteine aus Oberschlesien. Verlag Der Oberschlesier, Oppeln 1929, OCLC 71985090.
- Naturdenkmalpflege, Naturschutz und Landschaftspflege in Oberschlesien: Lagebericht. Verlag Der Oberschlesier, Oppeln 1929, OCLC 255667429.
- Landschaft und Naturdenkmäler im Kreise Tost-Gleiwitz. Selbstverlag, Gleiwitz 1930, OCLC 721040467.
- Lehrgang in Naturdenkmalpflege, Naturschutz und Landschaftspflege vom 14. November bis 18. November 1929 in Gleiwitz. In: Der Oberschlesier. 1930:12(6), S. 471–474.
- Emanuel Czmok, (Nachruf). In: Der Oberschlesier. 1934:16(7), S. 418–419.
- Spuren der Eiszeit und Nacheiszeit in der oberschlesischen Landschaft und im Falkenberger Lande (Memento vom 21. Dezember 2014 im Internet Archive). In: Heimatkalender des Kreises Falkenberg. 1937, Schlesierverlag L. Heege, Schweidnitz, S. 92–96. OCLC 183194312
- Das Steinkohlengebirge in der Umgebung von Nikolai. Technische Hochschule Breslau, (s.n.), 1944, OCLC 71858290.